# Schweizer Badmintonmeisterschaft 1993
Die Schweizer Badmintonmeisterschaft 1993 fand vom 6. bis zum 7. Februar 1993 in Olten statt. Es war die 39. Auflage der nationalen Titelkämpfe im Badminton in der Schweiz.

## Medaillengewinner
| Disziplin    | Gold                                | Silber                                | Bronze                          |
| ------------ | ----------------------------------- | ------------------------------------- | ------------------------------- |
| Herreneinzel | Thomas Wapp                         | Christian Nyffenegger                 |                                 |
| Herreneinzel | Thomas Wapp                         | Christian Nyffenegger                 |                                 |
| Dameneinzel  | Silvia Albrecht                     | Bettina Villars                       | Santi Wibowo                    |
| Dameneinzel  | Silvia Albrecht                     | Bettina Villars                       |                                 |
| Herrendoppel | Rémy Matthey de l’Etang Thomas Wapp | Jorge Rodríguez Christian Nyffenegger | Thomas Althaus Stephan Dietrich |
| Herrendoppel | Rémy Matthey de l’Etang Thomas Wapp | Jorge Rodríguez Christian Nyffenegger |                                 |
| Damendoppel  | Liselotte Blumer Silvia Albrecht    | Bettina Villars Francine Carrel       |                                 |
| Damendoppel  | Liselotte Blumer Silvia Albrecht    | Bettina Villars Francine Carrel       |                                 |
| Mixed        | Lawrence Chew Si Hock Santi Wibowo  | Thomas Althaus Bettina Villars        | Manrico Glauser Sandha Rolf     |
| Mixed        | Lawrence Chew Si Hock Santi Wibowo  | Thomas Althaus Bettina Villars        |                                 |